# 由良 (軽巡洋艦)
由良（ゆら）は、日本海軍の軽巡洋艦（二等巡洋艦）。
艦名は川の名で、
若狭湾に注ぐ由良川に因んで名付けられた。

## 概要
軍艦（ぐんかん）由良（ゆら）は、日本海軍が1921年（大正10年）5月から1923年（大正12年）3月にかけて佐世保海軍工廠で建造した軽巡洋艦（二等巡洋艦）。
二等巡洋艦長良型（長良型軽巡洋艦）の4番艦である。
『由良型』と表記された事もある。
長良型軽巡洋艦（5500トン型軽巡）は水雷戦隊旗艦や戦隊旗艦として重宝されたが、由良と鬼怒は潜水戦隊の旗艦となる事も多かった。
太平洋戦争開戦時の由良は第五潜水戦隊旗艦として南方作戦（マレー作戦、蘭印作戦）やベンガル湾機動作戦に従事。
1942年（昭和17年）4月20日に佐世保帰投。5月20日に第四水雷戦隊の旗艦となる。由良および第四水雷戦隊は6月のミッドウェー作戦に従事した（攻略部隊主隊所属）。8月7日よりガダルカナル島攻防戦が始まると、四水戦もソロモン諸島に進出。8月下旬の第二次ソロモン海戦に参加。9月20日、外南洋部隊（第八艦隊）に編入された。
同年10月25日、由良は駆逐艦秋月（第四水雷戦隊旗艦）と共にガダルカナル島近海を行動中、アメリカ海軍航空機の空襲を受け大破。麾下駆逐艦（夕立、春雨）により自沈処分（南太平洋海戦）。太平洋戦争で喪失した日本軍最初の軽巡洋艦となった。

## 艦型

### 改装
改装後の兵装は以下の通り。
- 50口径三年式14cm単装砲 7基7門
- 九六式25mm連装機銃 2基4門
- 九三式13mm4連装機銃 1基4門
- 八年式61cm連装魚雷発射管 4基8門
- 呉式二号三型射出機 1基
- 水上機 1機
- 機雷敷設軌条 2基

## 艦歴

### 建造経緯
由良は、大正年間に多数建造された5500トン型軽巡洋艦の長良型の一艦として建造が決まる。長良型は合計6隻（長良、五十鈴、名取、由良、鬼怒、阿武隈）建造された。
ただし細かい相違点はあるものの、大まかな外観から各艦を区別するのは難しい。
1920年（大正9年）3月26日、建造予定の巡洋戦艦2隻、二等巡洋艦1隻に、それぞれ天城型巡洋戦艦の高雄と愛宕、二等巡洋艦由良の艦名が与えられた。
同日附で3隻（高雄、愛宕、由良）は艦艇類別等級表に登録された。当初、鈴鹿の艦名を予定したという。
由良は1921年（大正10年）5月21日佐世保工廠にて起工。
1922年（大正11年）2月15日午前10時30分に進水。
3月4日、佐世保海軍工廠に由良艤装員事務所を設置。
1923年（大正12年）3月20日に竣工した。
佐世保鎮守府籍。

### 1923年
1923年（大正12年）4月1日、由良は第五戦隊（第二艦隊所属）に編入され、同戦隊は長良型軽巡4隻（名取、長良、鬼怒、由良）となった。5月に由良神社から由良の艦内神社に対して分霊が行われた
竣工から約5ヶ月後の9月1日に関東大震災が発生、首都圏は甚大な被害を受けた。地震発生時、由良は第5戦隊の旗艦(8月30日時点)として連合艦隊各艦と共に裏長山列島方面にいた。救援活動については佐世保を母港とする艦艇は呉で待機する方針に従って、由良は2日裏長山列島を出港、4日に呉着、5日から19日は呉に停泊し広島湾で訓練を行った。17日に由良を含む第5戦隊各艦は救援活動に向かうことが決定し、由良は20日大阪築港へ移動し、21日に救援物資(建築木材や大八車、軽油など)を搭載、22日に神戸を経て品川沖へ向かった。23日品川沖着、翌日以降は、霧島、比叡、北上、名取、木曾、夕張等と警備と救援物資揚陸を行った。10月5日に横須賀に一時回航、同日品川沖に戻り、9日まで警備と物資揚陸を行った。10日品川沖発、翌11日伊勢湾着、15日伊勢湾発、16日佐世保に帰港した。
10月29日、佐世保在泊の由良は一時的に第5戦隊の旗艦となり、翌10月30日、長崎での川内の進水式に参列した。同年末の艦隊編成改定で、第五戦隊は長良型3隻（名取、長良、由良）となる。

### 1924年
1924年（大正13年）5月10日、第五戦隊に川内型軽巡洋艦1番艦川内が編入され、五戦隊は軽巡4隻（長良、名取、由良、川内）となる。
5月13日、第五戦隊旗艦は名取から由良に変わった。
12月1日の艦隊再編でも、第五戦隊は軽巡4隻（由良、長良、名取、川内）を維持する。12月6日、第五戦隊旗艦は由良から名取に移動した。

### 1925年
1925年（大正14年）5月21日からタービンの開放検査を行ったところ、左舷前部高圧タービン翼に破損が見つかった。
調査の結果、原因は翼の振動と材質の問題と推測された。
6月11日、由良は第五戦隊から除かれ、
第3予備艦となって
佐世保海軍工廠でタービンの改造を行い(予定は翌年1月末まで)、
12月1日の艦隊再編で由良は第五戦隊に復帰、第五戦隊は由良、名取、川内の3隻編成となった。

### 1926年
1926年（大正15年）4月1日、新鋭重巡洋艦古鷹が第五戦隊に編入される。
5月1日、名取の第五戦隊除籍にともない、第五戦隊は巡洋艦3隻（古鷹、川内、由良）となる。
8月1日、新鋭重巡加古が第五戦隊に編入される。第五戦隊は巡洋艦4隻（由良、川内、加古、古鷹）を揃えた。
同年12月1日、第五戦隊は巡洋艦4隻（加古、古鷹、神通、那珂）で再編される。由良は第一潜水戦隊（第一艦隊所属）に転じた。
同時期、日本海軍の軽巡洋艦として初めて水上偵察機を搭載した。

### 1927年
1927年（昭和2年）6月20日附で第三戦隊（球磨、阿武隈、鬼怒） より軽巡球磨が除かれる。同日附で、由良は第一潜水戦隊から第三戦隊に所属変更。第三戦隊は長良型軽巡3隻（由良、阿武隈、鬼怒）となる。
8月24日、由良は島根県美保関沖で行われた夜間無灯火演習（第八回基本演習）に甲軍所属の第六戦隊（由良《臨時編入》、龍田）として参加した。
加藤寛治連合艦隊司令長官は甲部隊指揮官として戦艦長門に乗艦。甲軍は第一戦隊（長門、陸奥）、第三戦隊（鬼怒、阿武隈）、第四戦隊（金剛、比叡）、第一戦隊第2小隊（伊勢、日向）、第六戦隊（由良、龍田）という単縦陣で航行しており、その右舷後方から乙軍《仮想敵》の第五戦隊（加古、古鷹、神通、那珂《皇族武官伏見宮博義王乗艦中》）および第二水雷戦隊（旗艦夕張）が接近していた。
伊勢・日向・由良は仮想敵（乙軍）の第五戦隊第2小隊（神通、那珂）に対し探照灯を照射、このため2隻（神通、那珂）は敵艦隊（甲軍）に対する襲撃を諦めて右に転舵した。
すると軽巡2隻は後続していた味方の乙軍（第五戦隊第1小隊《加古、古鷹》および第26駆逐隊4隻、第27駆逐隊4隻）に突っ込んだ。神通と第27駆逐隊2番艦蕨が衝突（蕨は沈没）、那珂と同駆逐隊3番艦葦が衝突、両艦ともに大破する。由良は各艦と協力して蕨の生存者の救援をおこなった。のちに水城圭次神通艦長は自決。一連の事故を美保関事件という。
12月1日、予備艦となった。

### 1928年
1928年（昭和3年）12月10日、日本海軍は長良型軽巡3隻（長良、名取、由良）により第三戦隊を再編。三戦隊旗艦は那珂から由良に変わった。同時期、中国沿岸部を中心に行動した。

### 1929年
1929年（昭和4年）4月、軽巡五十鈴において射出実験に成功した萱場式艦発促進装置が由良に移設され、約4年間の長期試験が行われたが実用化に至らず、火薬式射出機の実用化に伴い撤去されている。萱場式艦発促進装置はスプリングの力により加速をつける方式の射出機であった。
11月30日の艦隊再編で、第三戦隊（川内、由良、長良）は長良型と川内型の混成部隊となる。

### 1930年
1930年（昭和5年）12月1日、第三戦隊は川内型軽巡2隻（那珂、神通）で再編され、三戦隊旗艦も由良から那珂に変更。由良は予備艦となった。

### 1931年
1931年（昭和6年）9月、佐世保海軍工廠で修理を実施。12月1日、第一艦隊・第三戦隊（司令官堀悌吉少将）は軽巡3隻（由良、那珂、阿武隈）で再編された。

### 1932年
翌1932年（昭和7年）1月下旬、軽巡大井・夕張等と共に第一次上海事変で揚子江警備に出動し、3月まで活動した。3月22日、佐世保に入港して修理を実施する。
同時期、近代化改装工事に着手する。7月、呉式二号三型射出機が5番主砲と6番主砲の間に装備され、従来の滑走台は廃止された。滑走台跡に、他の長良型各艦とは異なり13mm連装機銃2基が装備されたとされている。
同年7月9日、第三戦隊の旗艦に指定されたが、翌日に那珂へ移動した。
12月1日の艦隊再編により、第三戦隊は長良型軽巡3隻（由良、阿武隈、名取）となる。

### 1933年
1933年（昭和8年）5月まで第三戦隊は長良軽巡3隻（由良、阿武隈、名取）だった。
日本海軍は5月20日附で第三戦隊を第七戦隊に改編。引続き長良型軽巡3隻（由良、阿武隈、名取）で行動する。
同年11月1日、由良は第七戦隊より除かれ、姉妹艦五十鈴が七戦隊に編入。同日附で由良は第二潜水戦隊（第二艦隊）に編入され、同潜水戦隊（司令官和波豊一少将）の旗艦となった。
11月6日、第二潜水戦隊旗艦は由良から潜水母艦迅鯨に変更された。11月15日の艦隊再編でも、引き続き第二潜水戦隊に所属する。

### 1934年
1934年（昭和9年）1月24日、由良は第二潜水戦隊旗艦に復帰した。
10月12日、『昭和九年特別大演習第三期對抗演習』が実施される。12日夜間演習に参加した由良は第一戦隊（金剛、霧島、扶桑、日向）の後衛として行動したが、照射攻撃の後に日向を見失ってしまう。晴夜であったが、煙幕の残部があって視界は不良だった。また台風の影響が残っており、各艦は操艦に苦労していた。
単艦で主力部隊を捜索中の20時30分、由良は右舷方向から出現した第八戦隊の軽巡夕張と衝突事故を起こす。夕張は軽巡2隻（名取、長良）に撃沈判定を宣告した後、機関故障を想定して中軸停止状態（2軸運転）であり、これが回避行動に何らかの影響を与えたと見られる。
由良に浸水被害はなく、艦の損傷は軽微であった。夕張は艦首を損傷して若干の浸水被害があった。
同年11月15日の艦隊再編でも、由良は引続き第二潜水戦隊に所属する。

### 1935年
1935年（昭和10年）11月15日、第二潜水戦隊旗艦は由良から姉妹艦鬼怒に変わる。由良は予備艦となり、佐世保警備戦隊に編入された。

### 日中戦争
1935年（昭和10年）2月12日に軍令部第一課が内示した1941年度帝国海軍戦時編制において由良(改)は第一潜水戦隊旗艦を予定、航続距離の延長、水偵2機以上搭載を検討されている。同時期、イギリス海軍はC級軽巡洋艦の一部を防空巡洋艦に改造していた。日本海軍も呼応して天龍型軽巡洋艦、球磨型(五五〇〇トン型)、最上型軽巡1番艦最上、空母鳳翔の防空艦改造を検討した。これらの防空艦は、主力艦（大和型戦艦等）や空母の護衛を担う艦隊随伴防空艦と、泊地(局地)用防空艦の二種類があったという。由良型(5500トン型)の場合、六五口径九八式一〇糎高角砲14門（連装砲塔7基）、25mm連装機銃4基8梃、爆雷60個、排水量（公試状態）7,178トン、速力32.3ノット、航続力18ノット3,750海里を予定していた。だが第四次海軍軍備充実計画(④計画)で秋月型駆逐艦が建造されることになり、これらの計画は中止された。
1936年（昭和11年）6月21日、佐世保海軍工廠で、のちに由良を処分することになる白露型駆逐艦4番艦夕立が進水する。当時、由良は佐世保警備戦隊に所属しており、佐世保に所在。その後も佐世保に在泊した。
8月1日、軽巡北上より佐世保警備戦隊旗艦を引き継ぐ。
12月1日、由良は第一艦隊所属の第八戦隊（司令官南雲忠一少将）に編入され、第八戦隊旗艦となる。当時の第八戦隊は、長良型軽巡3隻（由良、鬼怒、名取）。
翌1937年（昭和12年）8月、上海上陸作戦に出動し、陸軍上海派遣軍司令官松井石根大将が乗艦、8月22日に上海に到着し、11月まで揚子江の作戦に従事した。同月11月15日、第八戦隊司令官は南雲忠一少将から小沢治三郎少将に交替、小沢少将は同戦隊の軽巡3隻（那珂、鬼怒、由良）を指揮する。
1938年（昭和13年）2月上旬、第八戦隊旗艦は由良から那珂に変更される。
4月、南支作戦に出動。由良以下第八戦隊は第五艦隊（司令長官塩沢幸一：旗艦妙高）の指揮下に入り、10月上旬より広東攻略作戦に参加した。第八戦隊は輸送船団を護衛したのち10月12日のバイアス湾上陸作戦を支援、さらに海軍陸戦隊による10月14日の虎門要塞攻略に成功した。
12月12日、第八戦隊旗艦は那珂から由良に戻った
1939年（昭和14年）2月10日、第八戦隊（由良、阿武隈、鬼怒）の旗艦は由良から軽巡阿武隈に変更。
11月15日、第八戦隊は利根型重巡洋艦2隻（利根、筑摩）で再編。従来の第八戦隊は解隊された。由良は特別役務艦となり、修理を行った。
1940年（昭和15年）5月1日、日本海軍は第四艦隊（旗艦千歳）を増強。由良は第四艦隊麾下の第五潜水戦隊（司令官鋤柄玉造少将）に編入され、同潜水戦隊旗艦となった。
当時の第四艦隊は、第十七戦隊（千歳、神威）、第十八戦隊（多摩、常磐）、水上機母艦能登呂、第30駆逐隊（睦月、如月、弥生、望月）等で編成されていた
5月下旬より、第五潜水戦隊（由良ほか）は第四艦隊僚艦（千歳、神威、多摩、常磐ほか）と共に南洋方面で行動する。
同年11月15日、第五潜水戦隊は第四艦隊から除籍されて連合艦隊に編入される。

### 太平洋戦争
由良（旗艦）、第二十八潜水隊、第二十九潜水隊、第三十潜水隊、特設潜水母艦りおでじゃねいろ丸からなる第五潜水戦隊（司令官醍醐忠重少将）は1941年11月28日に馬来部隊に編入され、太平洋戦争開戦時は第四潜水戦隊などとともに馬来部隊の潜水部隊を構成していた。修理中であった第二十八潜水隊を除く第五潜水戦隊は11月28日に佐世保を出港し、12月2日に三亞に到着した。第五潜水戦隊の潜水艦は12月5日に三亞から出撃。同日出撃した由良と前日出撃していた第四潜水戦隊旗艦鬼怒はともにプロコンドル島南方で行動した。由良は12月8日にはノルウェー船ワヘリオスを臨検した。
12月8日に戦艦プリンス・オブ・ウェールズ、巡洋戦艦レパルスを中心とするイギリス艦隊がシンガポールから出撃し、12月9日に潜水艦伊号第百六十五潜水艦がこれを発見した。馬来部隊指揮官小沢治三郎中将は水上部隊を集結させて夜戦を行なおうとし、第三水雷戦隊と軽巡洋艦鬼怒、由良の第七戦隊への合流を命じた。しかし、由良は第七戦隊に合流できなかった。また、9日夜索敵に出た由良搭載機はプロコンドル島で山に接触し失われた。プリンス・オブ・ウェールズとレパルスは12月10日のマレー沖海戦で基地航空隊の攻撃により撃沈された。 
第五潜水戦隊の次の任務はボルネオ上陸作戦支援であった。輸送船10隻とその護衛が12月13日にカムラン湾から出撃し、それに続いて由良と特設水上機母艦神川丸が出撃した。12月16日、ミリ上陸が行われた。続いてクチン攻略が行われ、攻略部隊は12月22日にミリから出撃。由良と神川丸も出撃して作戦を支援した。上陸は12月24日に行なわれた。第五潜水戦隊は12月27日にカムラン湾に帰投した。
12月26日、第五潜水戦隊は南方部隊潜水部隊に移された。由良は1942年1月19日にシンゴラに着き、醍醐少将は陸路でペナンへ移動して1月20日に伊号第六十五潜水艦に将旗を掲げた。1月21日、由良は第五潜水戦隊から除かれ馬来部隊に編入された。
次の作戦は南部スマトラの攻略で、由良は駆逐艦2隻、海防艦1隻など共に輸送船団護衛にあたる第二護衛隊となった。しかし、敵艦隊との遭遇の可能性が高いとして馬来部隊指揮官小沢治三郎中将は由良を主隊に編入して支援兵力の強化を行い、代わりに練習巡洋艦香椎を第二護衛隊に編入した。主隊は2月10日にカムラン湾から出撃した。このときの主隊は重巡洋艦鳥海、第七戦隊（重巡洋艦熊野、鈴谷、三隈、最上）、駆逐艦3隻からなっていた。また、陸軍先遣隊船団（軽巡洋艦川内などが護衛）が2月9日に、陸軍主力船団が2月11日にそれぞれ出撃した。2月12日、小沢中将はシンガポール方面からの脱出部隊攻撃を行うことを決めた。由良は川内、第七戦隊第一小隊、第十一駆逐隊、第十二駆逐隊とともにシンケップ島東方へと向かった。由良は第三水雷戦隊（司令官橋本信太郎少将：旗艦川内）の指揮下に入った。2月13日、由良と川内は3000トン級特設巡洋艦らしきもの1隻撃沈を報じた。これは特設掃海艇ヤラク（75総トン）の可能性がある。ヤラクは日本巡洋艦3隻と駆逐艦1隻に砲撃されて大破し、2月16日に沈んだ、とされる。2月14日、川内などは船団護衛に戻ったが、由良は駆逐艦吹雪と朝霧を率いて敵艦船攻撃任務の継続や船団の北方を警戒するよう命じられた。同日、陸軍の海上トラック船団がイギリスの特設哨戒艇リ・ウォの攻撃を受けた。由良と吹雪、朝霧は救援に向かい、リ・ウォを撃沈した。2月15日、船団は泊地に到着し、上陸が開始された。同日、スマトラ西方を北上する敵艦隊（カレル・ドールマン少将率いる重巡洋艦1隻、軽巡洋艦4隻、駆逐艦8隻）が発見される。由良などは主隊への合流を命じられた。しかし、敵艦隊は航空攻撃を受けると撤退した。この日、由良と朝霧はイギリス雑務役船を撃沈した。これはフク・ウォー（953総トン）の可能性がある。16日には由良と朝霧はイギリス砲艇（実際はモーター・ランチらしい）を捕獲。17日にも由良は特務船を撃沈した。2月18日、由良はアナンバスへ向かった。
2月21日、由良、第11駆逐隊（吹雪、白雪、初雪）、第12駆逐隊（白雲、叢雲）、第1掃海隊、特設水上機母艦神川丸、給油艦鶴見は蘭印部隊（指揮官高橋伊望第三艦隊司令長官、旗艦足柄）の第三護衛部隊（第五水雷戦隊基幹、指揮官原顕三郎第五水雷戦隊司令官：旗艦名取）に編入され、蘭印作戦に従事する。
由良は第6駆逐隊第1小隊（響、暁）、第22駆逐隊第2小隊（水無月、長月）等を率いて今村均陸軍中将率いる陸軍第16軍の輸送船団56隻を護衛した。
この頃、ABDA連合軍艦隊が出現したため五水戦司令官原少将は水上戦闘を挑む方針を示し由良を含めた各艦に集結を下令したが、先任指揮官の第七戦隊司令官栗田健男少将は決戦を回避する意向だった。五水戦と七戦隊の電報の応酬に対し、みかねた連合艦隊司令部が仲裁に入る一幕もあった。2月28日、原少将は由良に対し第三水雷戦隊への復帰を命じた。なお、由良は12時15分に「敵巡洋艦1、駆逐艦1発見」の報告を行い、第七戦隊第1小隊（熊野、鈴谷）は一度この敵に向かったものの「バタヴィアに入港した」という偵察結果を受け反転している。
2月27日-28日、日本軍の東部ジャワ攻略部隊を攻撃した連合国軍艦隊はスラバヤ沖海戦に敗北、残存艦艇は各艦ごとに脱出を開始した。重巡洋艦ヒューストン、軽巡洋艦パースは28日バタビアへ入港後、ジャワ島西部のスンダ海峡を通過して脱出を試みた。だがパンタム湾泊地の第三護衛部隊と遭遇し、3月1日午前0時〜2時のバタビア沖海戦により2隻とも沈没した。由良はこの夜間戦闘に参加できなかった。同日夜、敵潜から雷撃を受け魚雷2本を回避、爆雷にて反撃しつつ駆逐艦長月（第22駆逐隊）をして附近を掃蕩させた。敵潜の正体はオランダ海軍潜水艦の「K XIV」であった。3月3日、由良は陸軍から要請を受けオランダの砲兵陣地のあったカンダンハウエルの町に対して艦砲射撃を行なった。
3月4日、由良は駆逐艦松風（第5駆逐隊）と共に、アメリカの潜水艦S-39 （USS S-39, SS-144）の雷撃で沈没した給油艦襟裳（第七戦隊補給後、シンガポール回航中）の乗員162名を救助した。
同日、由良はシンガポールへ向かい3月6日に到着した。
シンガポールに到着すると馬来部隊指揮官小沢治三郎中将により由良は第一護衛隊に編入され、北部スマトラ攻略作戦に参加することになった。第一護衛隊は由良の他に川内や練習巡洋艦香椎などからなり、その任務はサバン湾、クタラジャ方面の上陸部隊護衛であった。上陸は3月12日に行われ、無血上陸であった。続いてアンダマン攻略作戦に参加した。第一護衛隊（香椎が抜けるなどの変更があった）などはペナンから出撃し、3月23日に上陸が行われた。
その頃、馬来部隊指揮官小沢治三郎中将はアマンダン攻略作戦と南方攻略作戦終了の間に日程的余裕があることから、臨時部隊（鳥海、第七戦隊、第三水雷戦隊、第四航空戦隊）を編制し、ベンガル湾で独自の作戦を行う方針を示した。また南雲忠一中将ひきいる南雲機動部隊のセイロン島方面機動作戦実施を知り、山本五十六連合艦隊司令長官や南方部隊指揮官/第二艦隊司令長官近藤信竹中将の許可をとり、馬来部隊の行動と南雲機動部隊の作戦を呼応することにした。馬来部隊は5分割され、中央隊（指揮官小沢中将：鳥海、由良、龍驤、夕霧、朝霧）、北方隊（栗田少将：熊野、鈴谷、白雲）、南方隊（三隈艦長：三隈、最上、天霧）、補給隊（綾波駆逐艦長：綾波、汐風、日栄丸）、警戒隊（三水戦司令官：川内、第11駆逐隊）という編制になる。
4月1日、由良を含む馬来部隊機動部隊はミャンマーのメルギーから出撃。龍驤を基幹として、中央隊は輸送船8隻撃沈・8隻大破（のち1隻は北方隊が撃沈）・地上施設襲撃（油槽2個爆破、倉庫二棟爆破)、北方隊8隻撃沈、南方隊5隻撃沈、合計21隻（約137,000トン）撃沈・8隻（約47,000トン）大破という大戦果をおさめた。由良・龍驤《砲撃》・夕霧による戦果は、3000トン級蘭商船1隻、6000トン級英武装商船1隻、3000トン級蘭武装商船撃沈である。

### 第四水雷戦隊
1942年（昭和17年）4月10日、由良はペナン島に入港。同日附で第五潜水戦隊旗艦に復帰し、シンガポール（昭南）を出発して日本本土に帰還、20日佐世保へ戻った。5月中旬まで同地で待機、修理と整備を実施する。
5月9日、由良は第二艦隊・第四水雷戦隊（司令官西村祥治少将）旗艦だった軽巡那珂の代艦として同戦隊に編入、それまでの第五潜水戦隊旗艦を特設潜水母艦のりおでじゃねろ丸に譲った。開戦時の四水戦旗艦だった那珂はクリスマス島の占領作戦に従事中の4月1日に米潜水艦シーウルフに雷撃され、大破していた（6月15日、四水戦より除籍）。
桂島泊地に移動後の5月20日、四水戦旗艦は駆逐艦夏雲（第9駆逐隊）から由良に移った。
5月22日-23日、連合艦隊第1回応用教練に参加。四水戦各隊は桂島泊地で出撃準備をおこなう。29日、由良および第四水雷戦隊は桂島泊地を出撃、ミッドウェー島へ向かう。
6月1日の時点で由良を旗艦とする第四水雷戦隊は、第2駆逐隊（村雨、夕立、春雨、五月雨）、第4駆逐隊（嵐、萩風、野分、舞風）、第8駆逐隊（朝潮、荒潮）、第9駆逐隊（朝雲、夏雲、峯雲）で編制されていた。このうち第4駆逐隊は第一機動部隊(通称南雲機動部隊)の空母4隻（赤城、加賀、飛龍、蒼龍）直衛、第8駆逐隊は第七戦隊（司令官栗田健男少将：熊野、鈴谷、三隈、最上）に引き抜かれており、由良と別行動をとっている。
ミッドウェー海戦において第四水雷戦隊は第二艦隊（司令長官近藤信竹中将：旗艦愛宕）を基幹とする攻略部隊主隊に所属しており、アメリカ艦隊と直接交戦する機会はなかった。だがアメリカ軍機動部隊が追撃してきた場合は空母瑞鳳艦載機及び各艦水上偵察機により決死攻撃を行い、しかる後に夜戦を挑む可能性もあった。6月14日、由良は呉に帰港し、27日から小松島にて待機した。この作戦中、由良の機関は旧式ながら一度も故障する事がなかったという。
6月20日、四水戦司令官は西村祥治少将から高間完少将にかわった。当時の第四水雷戦隊は、本州南岸の対潜警戒および掃蕩任務に従事。7月14日、四水戦に第27駆逐隊（時雨、白露、夕暮、有明）が加入し、第4駆逐隊が編制から外れた。

### ガダルカナル島の戦い
1942年（昭和17年）8月7日、アメリカ軍はウォッチタワー作戦を発動しガダルカナル島とフロリダ諸島に上陸を開始、ガダルカナル島の戦いが始まった。8月11日、内地を出撃して17日にトラック泊地に到着。20日に出撃する。ガダルカナル島を巡る戦闘は、ガダルカナル島ヘンダーソン飛行場を確保して制空権を維持するアメリカ軍に対し、ガダルカナル島の日本陸軍が飛行場奪回を試みる形で展開した。日本海軍はガダルカナル島の日本陸軍に対し兵器・物資・増援部隊を送り込もうと輸送船団を編成したが、アメリカ軍機動部隊とヘンダーソン基地から発進するアメリカ軍機によって低速の輸送船は撃退されてしまう（第二次ソロモン海戦等）。この海戦で由良は前進部隊に編入され第二艦隊司令長官近藤信竹中将（旗艦愛宕）指揮下で参加したが、大きな戦闘は起きなかった。9月5日、トラック泊地に帰投。トラック泊地で待機中の9月7日、重巡愛宕から借りていた映写機が故障を起こし、愛宕での映画上映が出来なくなるアクシデントが起きた。
制空権を掌握できない中での輸送船運用を諦めた日本海軍は、敵艦隊との魚雷戦を前提に建造された艦隊型駆逐艦を、想定外の輸送任務に投入することになった。これを鼠輸送という。9月20日、由良以下第四水雷戦隊は外南洋部隊（第八艦隊）増援部隊に編入された。同日午後、由良および第27駆逐隊第1小隊（時雨、白露）は前進部隊（第二艦隊）と分離、油槽船玄洋丸から燃料補給を受けたのち、ショートランド泊地へ移動。既にソロモン海で活動していた四水戦3隻（夕立、有明、夕暮）と合流した。
だが同泊地はアメリカ軍大型爆撃機の空襲に曝されていた。9月24日、特設水上機母艦讃岐丸が小破。9月25日朝、ショートランド泊地で由良はアメリカ第11飛行団のB-17爆撃機2機による攻撃を受ける。至近弾3、250kg爆弾1発が後部7番砲の砲身に命中。士官室から甲板に出たばかりの通信長が爆風に巻き込まれ戦死した。
10月1日、由良（増援部隊挺身輸送隊旗艦）は、伊号第二潜水艦、伊号第三潜水艦、駆逐艦4隻（綾波、浦波、敷波、天霧）の輸送作戦、及び大発動艇・小発動艇による蟻輸送を指揮した。10月12日から20日までは第四水雷戦隊司令官にかわり由良の艦長が蟻輸送の指揮官を命じられている。
その頃ガダルカナル島の日本陸軍は、物資欠乏・高温多湿の密林・装備兵力とも優勢なアメリカ軍といった諸条件により苦戦していた。第八艦隊および上級司令部第十一航空艦隊は、10月13日前後を目標に再び輸送船団を投入する計画をたてる。
10月9日、高間司令官はガ島輸送作戦についてラバウル所在の第八艦隊司令部と打ち合わせを行うため、由良から五月雨（第2駆逐隊）に移乗すると同艦を旗艦としてショートランド泊地を出発した。
高間司令官は有明（第27駆逐隊）に乗艦してショートランド泊地に戻ってきたが、今度は最新鋭の秋月型駆逐艦1番艦秋月（9月26日外南洋部隊編入）を四水戦旗艦とした。
日本側が制空権をうしなった海域において重要視される要素は、雷撃能力ではなく対空戦闘能力だったのである。また秋月型の旗艦能力も、短時間の任務ならば『概ね支障ない』との評価を得ている。
10月12日午前2時、増援部隊指揮官橋本信太郎第三水雷戦隊司令官（旗艦川内）はサボ島沖海戦でアメリカ軍の脅威にさらされた日進輸送隊（水上機母艦《日進、千歳》、駆逐艦《秋月、綾波、白雪、叢雲、朝雲、夏雲》）を収容するため「川内、由良、天霧、浦波、磯波、時雨、白露」をひきいてショートランド泊地を出撃した。橋本司令官は日進隊と合流後、由良・天霧・時雨・白露に日進隊（日進、千歳、秋月、綾波）の護衛を命じ、自身は4隻（白雪、朝雲、夏雲、叢雲）救援のためガ島方面へ向かった（空襲により夏雲、叢雲沈没）。由良隊および日進隊は同日14時ショートランド泊地に到着した。10月13日夜間の戦艦金剛、榛名によるヘンダーソン基地艦砲射撃の際には、水上偵察機2（川内、由良）が弾着観測を、水偵2（衣笠、古鷹）が照明弾投下機となって艦砲射撃を支援した。
10月14日、橋本三水戦司令官のもと、増援部隊（軽巡《川内、由良、龍田》、駆逐艦《朝雲、白雪、暁、雷》）はショートランドを出撃、ガダルカナル島エスペランス岬に揚陸を実施した。また外南洋部隊主隊（鳥海、衣笠、天霧、望月）がガ島ヘンダーソン飛行場に艦砲射撃をおこなった。だが飛行場の戦力は健在だった。四水戦（秋月、村雨、五月雨、夕立、春雨、時雨、白露、有明、夕暮）が護衛する輸送船6隻は、アメリカ軍機の空襲で輸送船3隻（吾妻山丸、笹子丸、九州丸）が炎上喪失、揚陸した物件も米軍機の空襲で焼き払われてしまった。
10月16日、連合艦隊は水上機母艦日進、千歳、千代田による輸送を止め、軽巡洋艦及び駆逐艦での輸送を下令、日本陸軍ガ島総攻撃前の最後の輸送作戦とした。軽巡戦隊（1番艦川内、2番艦由良、3番艦龍田）、水雷戦隊（秋月《四水戦旗艦》、一番隊《朝雲、白雪、暁、雷》、二番隊《村雨、五月雨、夕立、春雨》、三番隊《浦波、敷波、綾波》、四番隊《時雨、白露、有明》）という区分だった。
10月17日午前2時以降ショートランド泊地を出撃した輸送隊は、同日午後10時にガダルカナル島へ到着。白露型2隻（時雨、村雨）および外南洋部隊主隊から派遣された駆逐艦2隻（天霧、望月）が警戒及び陸上砲撃を行う中、各艦・各部隊は陸軍兵2159名、大砲18門、軍需物資の揚陸に成功した。
10月18日4時45分、輸送作戦を終えて帰投中、チョイセル島沖で由良は米潜水艦グランパス (USS Grampus, SS-207) に雷撃された。左舷前部に1本が命中するが、不発だったため速力低下等の影響は出ず、9時30分にショートランド泊地へ戻った。

### 沈没
日本陸海軍は、サボ島沖海戦（10月11日〜12日）での失敗はあったものの、第三戦隊（金剛、榛名）や重巡洋艦（鳥海、衣笠、妙高、摩耶）によるヘンダーソン基地艦砲射撃でアメリカ軍機の活動を封殺し、また幾度かの輸送作戦でガ島の日本陸軍も充分増強されたと判断した。
そして10月22日を予定し、アメリカ軍のヘンダーソン飛行場に対する総攻撃を決定する。
山本五十六連合艦隊司令長官は第三艦隊(南雲機動部隊)と前進部隊(第二艦隊基幹)をソロモン海に派遣。一方ウィリアム・ハルゼー・ジュニア南太平洋方面軍司令官も空母「エンタープライズ、ホーネット」、戦艦「サウスダコタ」等を投入、両軍とも機動部隊決戦にむけて活発に索敵行動を繰返した。
10月24日、由良は第四水雷戦隊（司令官高間完少将：旗艦秋月、第2駆逐隊《村雨、五月雨、夕立、春雨》）各艦と共に第二攻撃隊を編成し、日本陸軍のガダルカナル島総攻撃に呼応してガダルカナル島へ出撃するが、25日にアメリカ軍機の波状攻撃を受けて航行不能となる。
由良は駆逐艦2隻（夕立、春雨）により自沈処分となった。由良は太平洋戦争における日本海軍の軽巡洋艦戦没第1号となった。経過の詳細は以下の通りである。
10月20日、連合艦隊の下令に従い外南洋部隊指揮官(第八艦隊司令長官三川軍一中将)と同部隊増援部隊指揮官(第三水雷戦隊司令官橋本信太郎少将)は、ガダルカナル島日本陸軍総攻撃および飛行場攻略にあわせて指揮下の艦艇を以下のように区分、それぞれに任務を与えた。
第一攻撃隊
(イ)主　隊　軽巡(川内)、第19駆逐隊《綾波、敷波、浦波》・敵艦艇西方脱出阻止撃滅等
(ロ)突撃隊　駆逐艦(第6駆逐隊《暁、雷》、白露)・ルンガ岬及びコリ岬方面敵脱出阻止撃滅
- 第二攻撃隊
  - 秋月型駆逐艦(秋月)、第四水雷戦隊(由良、第2駆逐隊《村雨、五月雨、夕立、春雨》)・敵艦艇東方脱出阻止撃滅[230]
- 甲増援隊　敷設艦(津軽)、軽巡(龍田)、駆逐艦(時雨、有明)・飛行場陥落後の陸軍コリ支隊(一個大隊)急速輸送揚陸[230]
- 乙増援隊　駆逐艦(白雪、天霧、望月)・基地航空部隊(第十一航空艦隊)急速輸送揚陸[230]
- 挺身輸送隊　蟻輸送隊・状況に応じ大発動艇による海上輸送[230]
- 第三攻撃隊　水上機母艦(千歳、千代田、日進)・状況に応じ各隊支援[230]

10月23日15時30分、第二攻撃隊（秋月《四水戦旗艦》、村雨、五月雨、夕立、春雨）はショートランドから出撃してガダルカナル島のアメリカ軍攻撃に向かったが、日本陸軍総攻撃1日延期のため艦隊は反転、帰投した。
10月24日、外南洋部隊水上部隊の各部隊（由良を含む）はショートランド泊地を出撃、再びガダルカナル島へむかった。第二攻撃隊は前日と同戦力での再出撃である。突撃隊（指揮官山田勇助大佐/兼第6駆逐隊司令　第6駆逐隊《暁、雷》、第27駆逐隊《白露》）の駆逐艦3隻もガ島ルンガ泊地攻撃を命じられており、既に戦闘海域へ向かっていた。24日21時以降、第二攻撃隊含め日本海軍に対し、ガダルカナル島の日本陸軍第二師団（丸山政男陸軍中将）による総攻撃成功とヘンダーソン飛行場占領の速報が入る。これを受けて各部隊は行動を開始した。
10月25日3時40分、由良から九四式水上偵察機が発進、ガダルカナル島を偵察し約3時間後に「アメリカ軍機の存在なし」と報告した。ところが第八艦隊及び第十一航空艦隊に対し『先の陸軍ヘンダーソン飛行場占領は誤報』という一報が入る。その情報はヘンダーソン飛行場のアメリカ軍機空襲圏内に入っていた各艦隊にも伝達された。由良以下第二攻撃隊は反転したが、突撃隊（暁、雷、白露）にはルンガ泊地への突入命令および陸戦協力命令（ルンガ岬附近のアメリカ軍砲兵陣地艦砲射撃）が出された。
ガダルカナル島からの報告によれば、軽巡洋艦1隻を含む数隻の米艦隊がルンガ泊地に存在していた。これを受けて第二攻撃隊は突撃隊を支援すべく反転してルンガ泊地へ向かい、また外南洋部隊指揮官からも陸上戦闘を支援するよう命令があった。
午前9時、山本五十六連合艦隊司令長官は、第三艦隊麾下の第二航空戦隊（司令官角田覚治少将：空母隼鷹）の艦載機をもってガダルカナル島のアメリカ艦隊及び地上陣地を攻撃するよう命じた。これに対しラバウルの第十一航空艦隊より零式艦上戦闘機の派遣はなく、突撃隊及び第二攻撃隊は空からの攻撃に対し完全に無防備であった。一方、第二攻撃隊は先行した突撃隊（暁、雷、白露）より「軽巡洋艦1、駆逐艦1隻撃沈」との通信を受信した。実際には、駆逐艦ゼインに対し損傷を与え、艦隊曳船セミノール、沿岸哨戒艇YP-284を撃沈、暁と雷に軽微な損傷という戦果であった。さらに突撃隊は『敵軽巡2隻が東方へ敗走中』と通報し、第二攻撃隊はこの敵軽巡洋艦（実際には存在しなかった）を補足すべく、フロリダ諸島とマライタ島の間に位置するインディスペンサブル海峡を通過する航路を選んだ。
由良以下第二攻撃隊はアメリカ艦隊と遭遇しなかった場合、13時の対地砲撃を予定していた。
10時50分、由良はヘンダーソン飛行場から飛来したアメリカ軍SBDドーントレス急降下爆撃機とF4Fワイルドキャット戦闘機の空襲を受けた（アメリカ軍記録、艦爆5機出撃）。10時55分、由良と秋月が被害を受けた。由良に対しては、爆弾2発がそれぞれ艦橋射撃指揮所及び後部機械室に命中。魚雷を投棄したため誘爆は免れるも、砲術長を含め多数の戦死者を出す。
五月雨の乗組員は、艦橋上部が破壊され、左舷後部に大孔があき、中央部に火災が発生する由良を目撃した。速力23ノットに低下、舵故障により人力操舵となる。機関室を密閉して消火に努めたが、後部火薬庫に注水し最大発揮速力は15ノットに減少。
第二攻撃隊は、浸水して速力低下をきたす由良と至近弾により片軸運転となった秋月を護衛して北方への退避を開始する。その後、機関室にまで浸水が及んだ由良は徐々に速力が低下、沈没の危険性が高まる。高間司令官や由良の佐藤艦長は由良を座礁させて救おうと試みたが、電線通路を通じ浸水が拡大したため情況は悪化する一方であった。
高間司令官は幾度も零戦の援護を求めたが、五月雨の下士官によれば零戦20機がやってきたのは空襲と空襲の合間で、艦隊の援護には何の役にも立たなかったという。
戦闘機の援護のない由良以下第二攻撃隊に、アメリカ軍は波状攻撃を繰返した。
15時10分過ぎ、第二攻撃隊はガ島ヘンダーソン基地発進のドーントレスと、エスピリトゥサント島から飛来したB-17爆撃機6機の攻撃を受ける。由良と秋月に命中弾1、五月雨に至近弾があった。消火に成功しかけていた由良はこの攻撃と被弾により大火災を起こして航行不能となり、救援の見込みがなくなる。上村大尉(由良機関科)の回想によれば、この頃の由良は中央部分で折れかけていたという。高間司令官は15時20分になると第2駆逐隊（村雨、五月雨、夕立、春雨）各艦に由良乗組員救助を命じた。
16時14分、総員退去命令。
誘爆の危険性がある中で夕立（駆逐艦長吉川潔中佐）は由良の左舷後部に接舷して救助を行い、他艦は艦載艇を派遣して由良乗組員を救助した。乗員退去後、春雨に対し由良の雷撃処分を行うよう命令があった。次に夕立も雷撃処分に加わる。夕立・春雨の発射した魚雷2本が命中して由良は艦首から沈みはじめたが、18時30分になっても艦尾は僅かに水面から出ていた。最終的に夕立の砲撃により、19時00分に由良は全没した。
沈没地点南緯08度15分 東経159度57分 / 南緯8.250度 東経159.950度。
戦死者は准士官以上9名・下士官兵45名、負傷者准士官以上6名、下士官兵84名。
由良の沈没後、艦隊上空に由良艦載機が飛来。由良の沈没地点上空を旋回すると戦闘空域を去っていった。これは高間司令官が13時30分に呼び寄せた由良機（レカタ基地待機）であった。
各駆逐艦に救助された乗組員は、損傷した秋月に移乗（四水戦旗艦も秋月→村雨に変更）、ラバウルへ向かう。大西新蔵第八艦隊参謀長は草鹿任一第十一航空艦隊司令長官に対し、戦場を離脱する第二攻撃部隊の上空掩護を依頼したが、第十一航空艦隊側に「不可能だ」と拒否された。26日、外南洋部隊水上部隊はショートランド泊地へ帰投。27日、残存していた由良の九四式水上偵察機は重巡洋艦衣笠に補充するよう下令された。乗組員の一部は重巡妙高に便乗し、佐世保に帰投した。
1942年（昭和17年）11月20日、由良は帝国軍艦籍 および長良型二等巡洋艦 より削除された。

## 公試成績
| 実施日        | 種類     | 排水量    | 回転数                     | 出力       | 速力                            | 場所               | 備考 | 出典    |
| ------------- | -------- | --------- | -------------------------- | ---------- | ------------------------------- | ------------------ | ---- | ------- |
| 1923年2月18日 | 公試全力 | 5,595トン | 393.036rpm または393.36rpm | 94,331馬力 | 35.178ノット または35.187ノット | 甑列島             |      | [ 8 ]   |
| 1923年2月21日 | 8/10全力 | 5,678トン | 358rpm                     | 74,513馬力 | 32.709ノット                    | 三重沖(矢樫目崎沖) |      | [ 281 ] |
| 1923年2月21日 | 巡航全力 | 5,678トン | 157rpm                     | 5,879馬力  | 16.781ノット                    | 三重沖(矢樫目崎沖) |      | [ 281 ] |
| 1923年2月21日 | 後進全力 | 5,678トン | 275rpm                     | 34,320馬力 |                                 | 三重沖(矢樫目崎沖) |      | [ 281 ] |

## 歴代艦長
※『艦長たちの軍艦史』155-157頁、『日本海軍史』第9巻・第10巻の「将官履歴」及び『官報』に基づく。

### 艤装員長
1. 小副川敬治 大佐：1922年2月16日 - 1922年11月1日[282]

### 艦長
1. 小副川敬治 大佐：1922年11月1日 - 1923年12月1日
2. 石川清 大佐：1923年12月1日 - 1924年11月1日
3. 中原市介 大佐：1924年11月1日 - 1925年7月2日
4. （兼）重岡信治郎 大佐：1925年7月2日 - 1925年8月25日
5. 小槙和輔 大佐：1925年8月25日 - 1926年11月1日
6. 豊田副武 大佐：1926年11月1日 - 1927年11月15日
7. 池田武義 大佐：1927年11月15日 - 1928年12月10日
8. 大田垣富三郎 大佐：1928年12月10日 - 1929年11月1日
9. 和田専三 大佐：1929年11月1日 - 1930年12月1日
10. 小倉万次郎 大佐：1930年12月1日 - 1931年12月1日
11. 谷本馬太郎 大佐：1931年12月1日 - 1932年12月1日
12. 富田貴一 大佐：1932年12月1日 - 1933年6月15日
13. 杉山六蔵 大佐：1933年6月15日 - 1933年11月15日
14. 春日篤 大佐：1933年11月15日 - 1934年11月1日
15. 若林清作 大佐：1934年11月1日 - 1935年10月25日
16. 友成佐市郎 大佐：1935年10月25日 - 1937年12月1日
17. 徳永栄 大佐：1937年12月1日 - 1938年11月15日
18. 市岡寿 大佐：1938年11月15日 - 1939年11月1日
19. 魚住治策 大佐：1939年11月1日 - 1941年9月1日
20. 三好輝彦 大佐：1941年9月1日 - 1942年4月20日
21. 佐藤四郎 大佐：1942年4月20日 - 1942年11月15日